# X Factor Compilation
X Factor Compilation è una compilation, pubblicata il 28 maggio 2008. Raccoglie i brani cantati dai concorrenti della prima edizione di X Factor Italia.

## Tracce
1. Aram Quartet – Per Elisa – 3:56 (Franco Battiato,Giusto Pio)
2. Tony Maiello – Il tempo di morire – 4:47 (Lucio Battisti)
3. Giusy Ferreri – Remedios – 2:32 (Gabriella Ferri)
4. Emanuele Dabbono – Con il nastro rosa – 3:16 (Lucio Battisti)
5. Ilaria Porceddu – Oceano – 3:32 (Lisa)
6. Cluster – Don't You Worry 'Bout a Thing – 3:28 (Stevie Wonder)
7. Silvia Aprile – Why – 4:26 (Annie Lennox)
8. Antonio Marino – Di sole e d'azzurro – 4:11 (Giorgia)
9. Vittoria Hyde – What's Up? – 3:47 (4 Non Blondes)
10. SeiOttavi – Spider-Man Theme Song – 3:01
11. Luna Di Nardo – Ti sento – 3:44 (Matia Bazar)
12. Annalisa Baldi – Mentre tutto scorre – 3:16 (Negramaro)
13. Gino Scannapiego – Adagio – 4:19 (Lara Fabian)